# Double Tap (film, 2000)
Pour la technique de tir, voir Tir couplé.
Double Tap est un film hongkongais réalisé par Law Chi-Leung, sorti le 27 mai 2000.
Il a deux suites : One Nite in Mongkok (2004) et Shooters (2010).

## Synopsis
Des meurtres accomplis par armes à feu avec une précision chirurgicale amènent bientôt l'inspecteur Miu à soupçonner les meilleurs tireurs en activité, et notamment son ancien rival lors des concours de tirs : l'énigmatique Rick.

## Fiche technique
- Titre : Double Tap
- Titre original : Cheong wong (鎗王)
- Réalisation : Law Chi-Leung
- Scénario : Law Chi-Leung
- Production : Derek Yee, David Chan et Stephen Lau
- Musique : Peter Kam
- Photographie : Keung Kwok-Man et Venus Keung
- Montage : Law Chi-Leung
- Pays d'origine : Hong Kong
- Format : Couleurs - 1,85:1 - Dolby - 35 mm
- Genre : Action, policier
- Durée : 96 minutes
- Date de sortie : 27 mai 2000 (Hong Kong)

## Distribution
- Leslie Cheung : Rick Pang
- Alex Fong : Miu
- Ruby Wong : Colleen
- Vincent Kok : Vincent
- Monica Chan : Ellen
- Joe Cheung : Joe

## Récompenses
- Nomination au prix du meilleur son (Tsang King-Cheung), lors des Hong Kong Film Awards 2001.